# Nexø
Nexø (früher auch Neksø) ist ein Ort im Osten der dänischen Ostseeinsel Bornholm und mit 3657 Einwohnern (Stand 1. Januar 2025) der zweitgrößte Ort der Insel. Nexø gehört zur Kirchspielgemeinde Nexø Sogn. Die Neksø Kommune, die eine Fläche von 104 Quadratkilometern bedeckt, verlor am 1. Januar 2003 ihre Selbstständigkeit. 
Der Ort hat einen großen Fischereihafen mit Bornholms größter Fischereiflotte. Nexø ist auch Standort der Glas- und Keramikschule Bornholm. Nach dem Ort ist der Nexö-Sandstein benannt.

## Geschichte
Nexø war bereits im frühen Mittelalter Fischereisiedlung und ein Handelsplatz mit zunehmender Bedeutung. 1346 erhielt es von Peder Jensen, dem Erzbischof von Lund, das Stadtrecht. 
In dieser Zeit war es immer wieder Plünderungen durch Lübecker (z. B. 1510), Danziger und Schweden (z. B. 1645) ausgesetzt. 1654 starben 413 Einwohner – etwa die Hälfte der Bevölkerung – während einer Pestepidemie. 
Im Jahr 1769 zählte man 1172 Einwohner. 1872 wurde Nexø durch einen Jahrhundertsturm schwer beschädigt. Dabei verlor es den am Meer gelegenen Frederiks Stenbrud, einen seit 1754 genutzten Steinbruch, der voll Wasser lief. Der dabei entstandene See befindet sich heute noch am Ortsausgang in Richtung Svaneke.

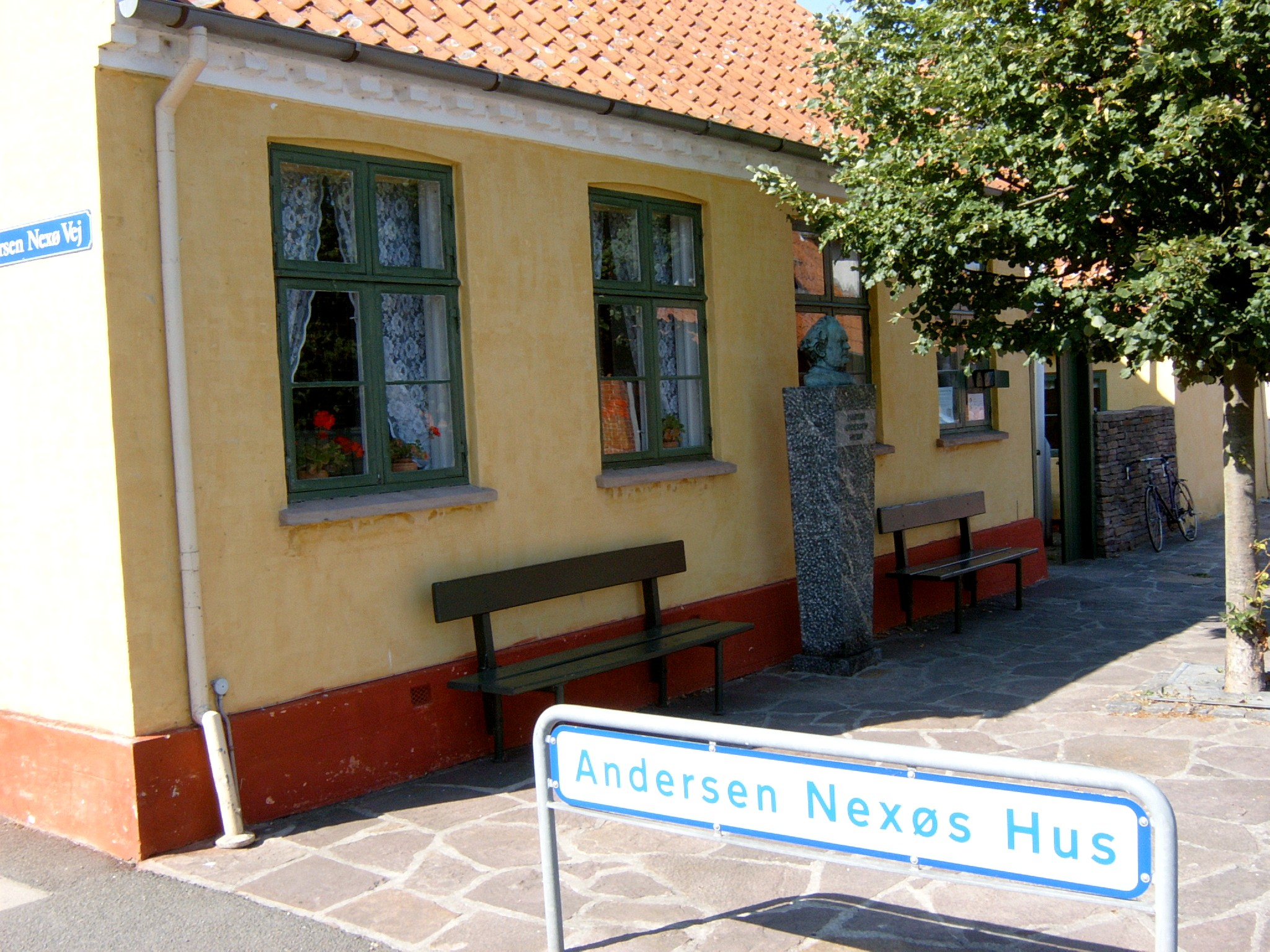
Andersen Nexø Hus

Der dänische Schriftsteller Martin Andersen Nexø lebte ab 1877 16 Jahre mit seiner Familie in Nexø, wo er als zweiten Namen den der Stadt annahm. Sein Haus ist heute das Martin Andersen Nexø Museum.
Im Dezember 1900 wurde die 36,6 Kilometer lange Eisenbahnstrecke zwischen Bornholms Hauptstadt Rønne und Nexø in Betrieb genommen. Wegen zunehmender Konkurrenz des Automobilverkehrs wurde die Bahnstrecke Ende September 1968 stillgelegt. Im alten Bahnhofsgebäude befindet sich heute das Bornholmer Eisenbahnmuseum.
Sowjetische Bomber warfen noch am Tag vor und am Tag der bedingungslosen Kapitulation der Wehrmacht (8. Mai 1945), also in den beiden letzten Tagen des Zweiten Weltkriegs, Bomben auf die Inselorte Rønne und Nexø und zerstörten diese großteils. Der deutsche Kommandant Gerhard von Kamptz hatte den Befehl, sich nur den Westalliierten zu ergeben und wollte daher nicht mit der Sowjetarmee verhandeln. 
Bei dem Luftangriff starben ein Bornholmer, Flüchtlinge aus Ostpreußen, Danzig und dem Baltikum und eine unbekannte Zahl deutscher Soldaten. Fast 400 der 900 Häuser in Nexø wurden zerstört und etwa 350 wurden beschädigt.
Bornholm blieb bis zum 5. April 1946 von sowjetischen Soldaten besetzt.

## Einwohner
Bevölkerungsentwicklung in Nexø:
- 1801: 1274
- 1850: 1403
- 1901: 2523
- 1930: 2819
- 1950: 3280
- 2007: 3867 (maximale Bevölkerungszahl)
- 2010: 3732
- 2013: 3660

## Sehenswürdigkeiten der Stadt
Der Hafen von Nexø bildet das Zentrum der Stadt mit seiner Fischerei-Flotte, den Segel- und Motorjachten, Seenotrettungsschiffen, kleineren Frachtschiffen und historischen Seglern.
Die Nexø-Kirche in der Kirkestræde, im Stadtkern von Nexø, ist ein spätgotischer Bau und dem maritimen Heiligen St. Nicolai gewidmet. Der Turm und die Renaissance-Kapelle stammt von 1700, der Innenausbau wurde 1985 restauriert.
Das Nexø Museum im alten Rathaus gebaut 1796 – direkt am Hafen gelegen – zeigt die Geschichte von Nexø und teilweise von Bornholm.
Das Martin Andersen Nexø Museum würdigt den berühmten ehemaligen Bewohner der Stadt mit Informationen über das Leben und die Arbeiten des Schriftstellers.
Das Eisenbahnmuseum am Hafen von Nexø befindet sich seit 1994 in einem ehemaligen Bootsschuppen und zeigt die Geschichte der Bornholmer Eisenbahnen (De Bornholmske Jernbaner) in der Zeit von 1900 bis 1960 anhand historischer Eisenbahnwagen, Signalanlagen und diversen Schautafeln.
Der Schmetterlingspark am Rand von Nexø besteht aus einem großen Tropenhaus, in dem der Besucher von tropischen Schmetterlingen und Faltern umflogen wird.
Die 1871 erbaute Bakkemøllen gehört zu den historischen Windmühlen auf Bornholm.

## Töchter und Söhne der Stadt
- Amir Hadžiahmetović (* 1997), Fußballspieler

## Partnerstadt
- Kołobrzeg (Polen), seit 1977

## Galerie

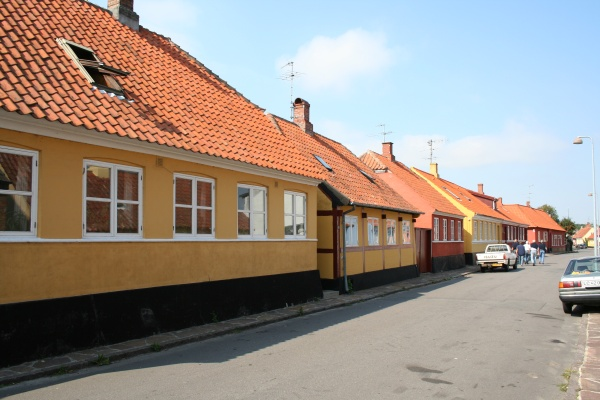
Nexø, Nørregade
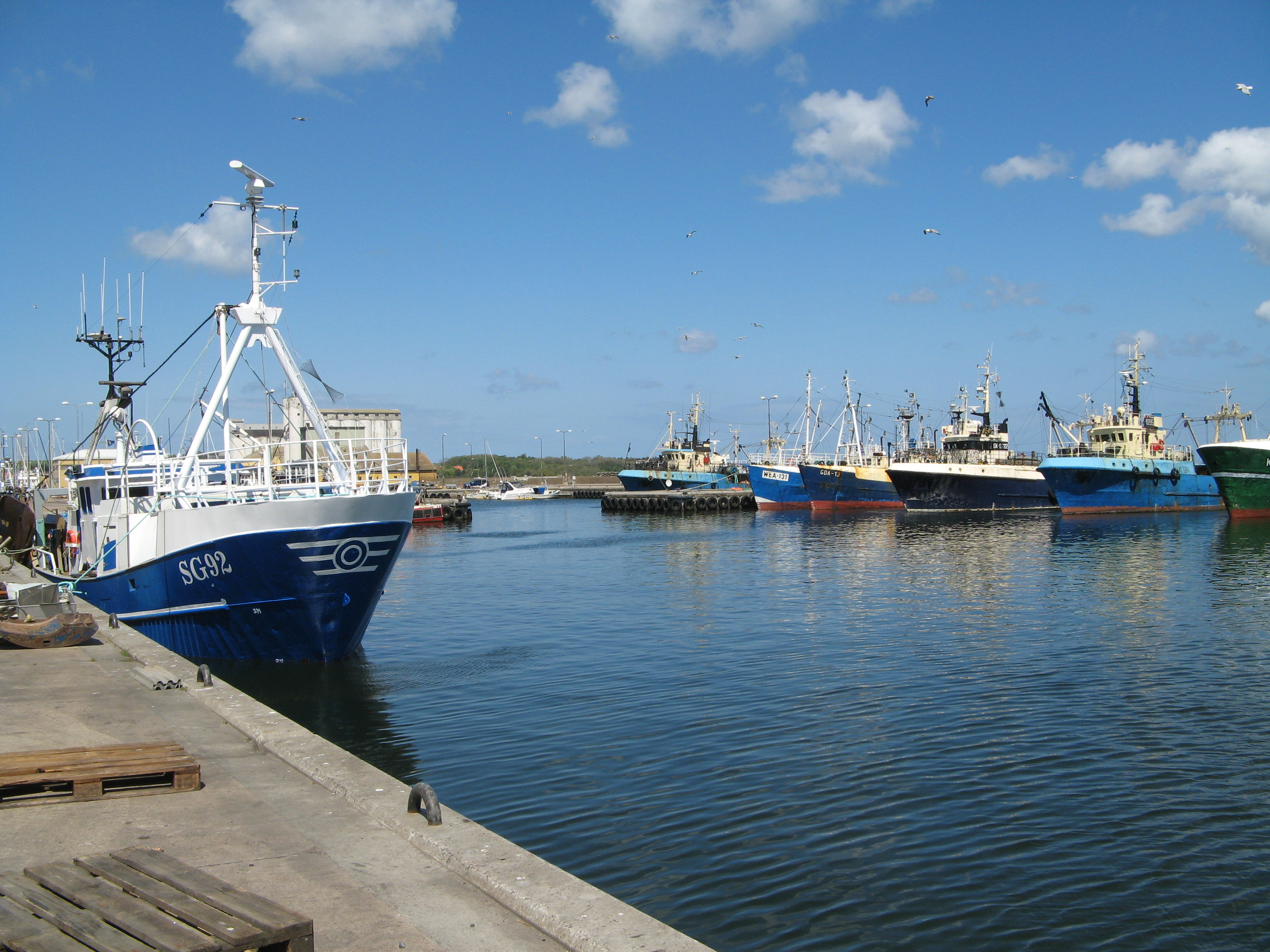
Nexø Hafen
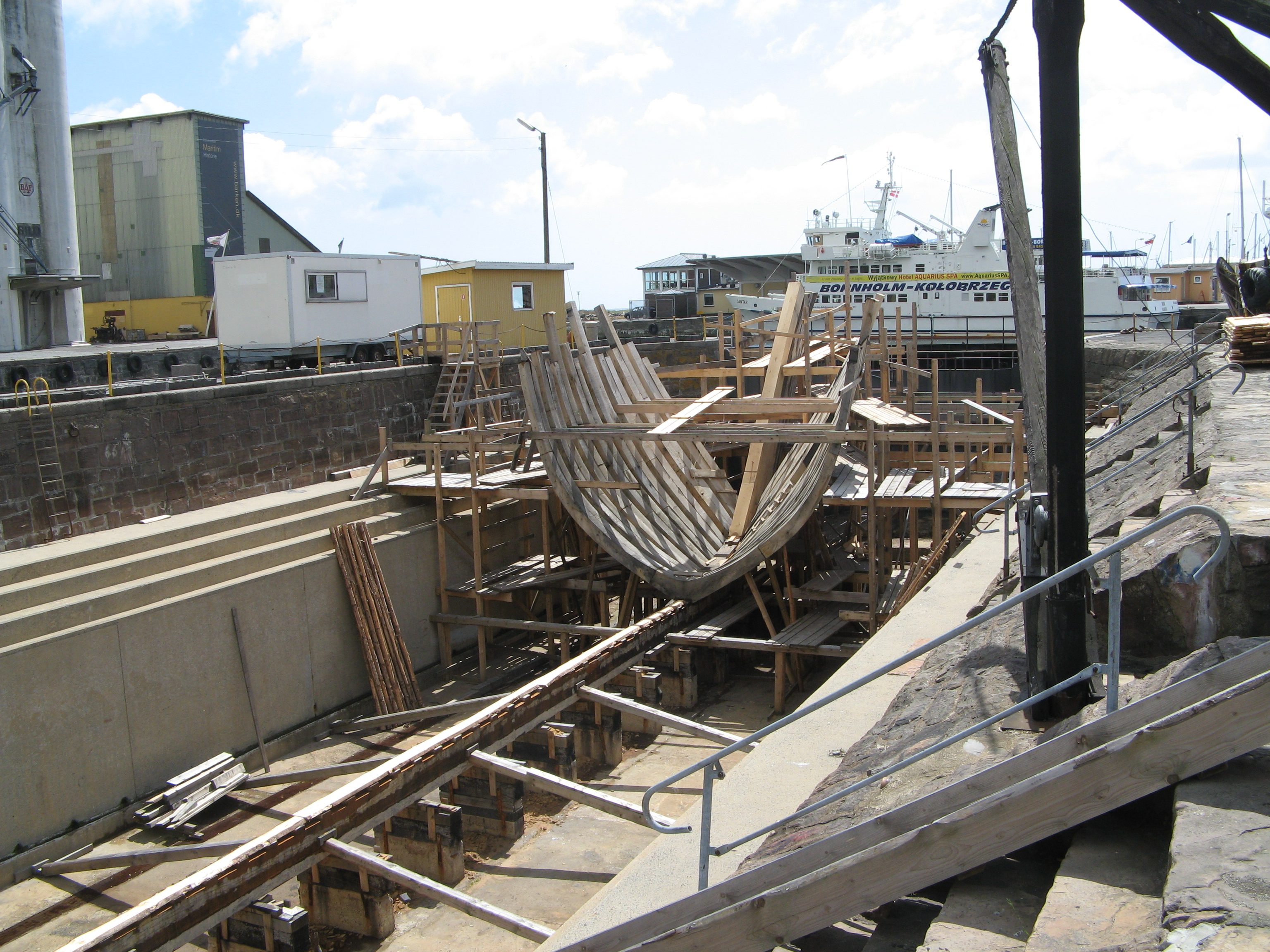
Bau der Dreimastbark Svanen im Trockendock, im Hintergrund die Fähre nach Kołobrzeg
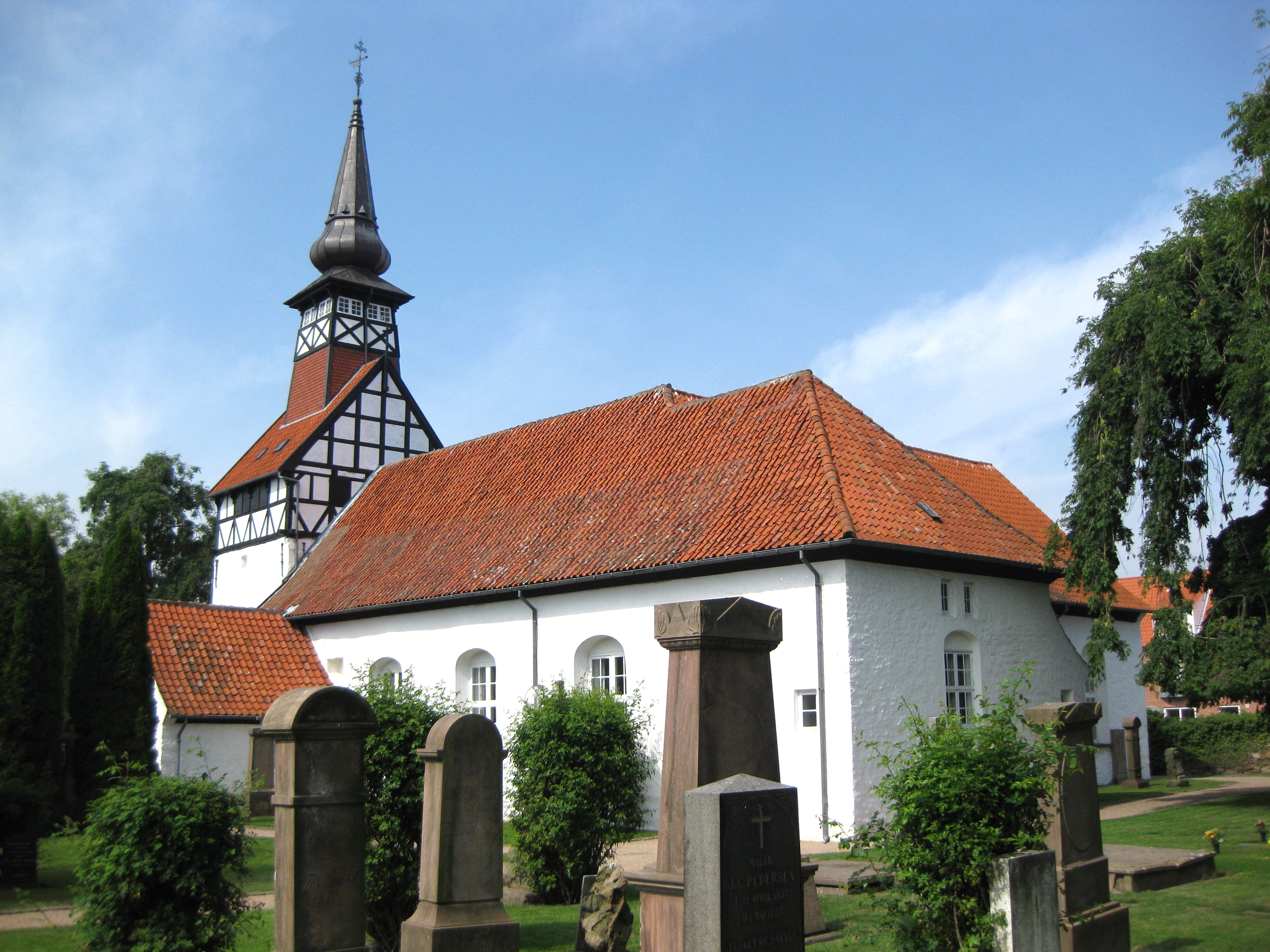
Nexø Kirke
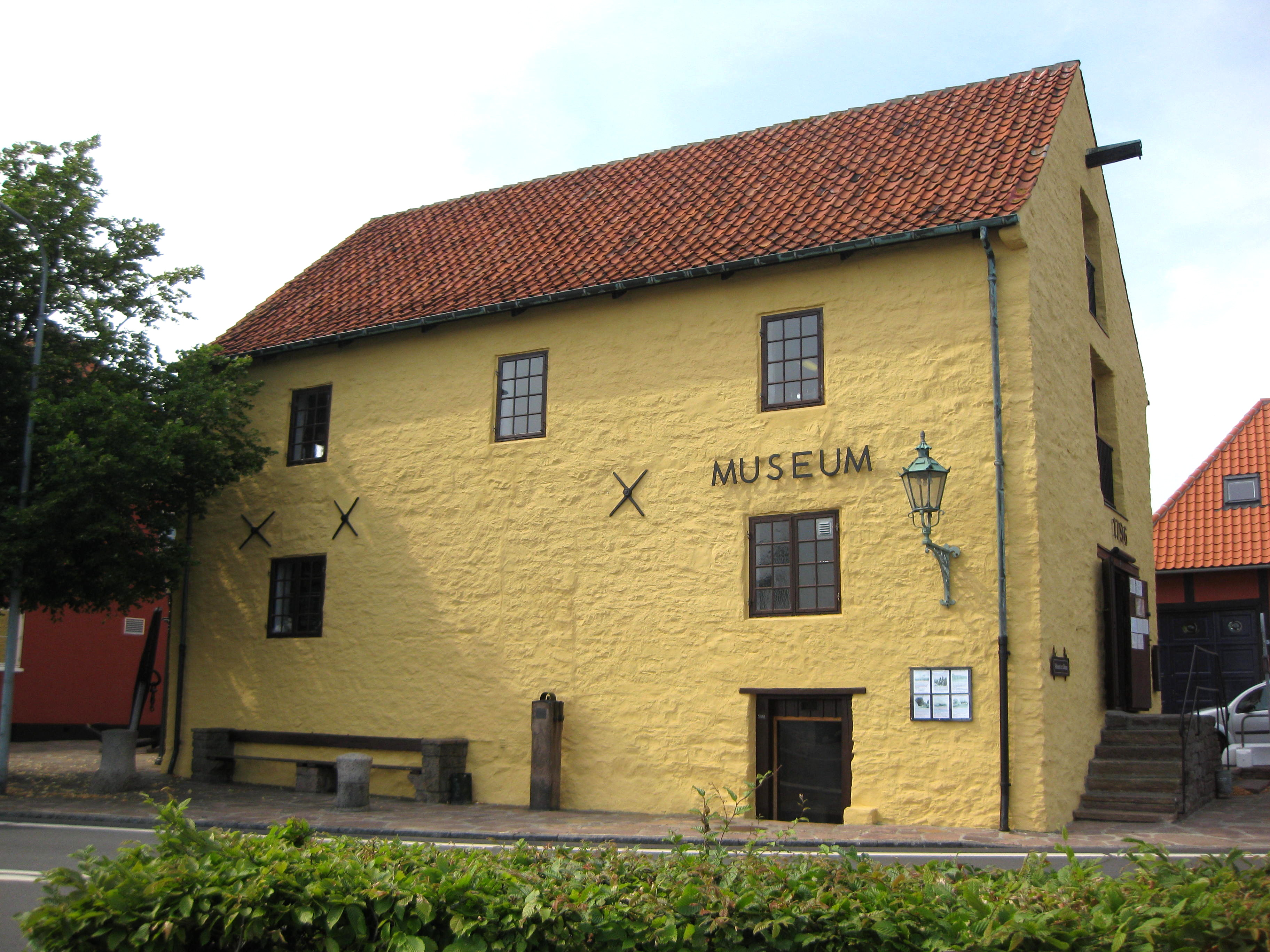
Nexø Museum
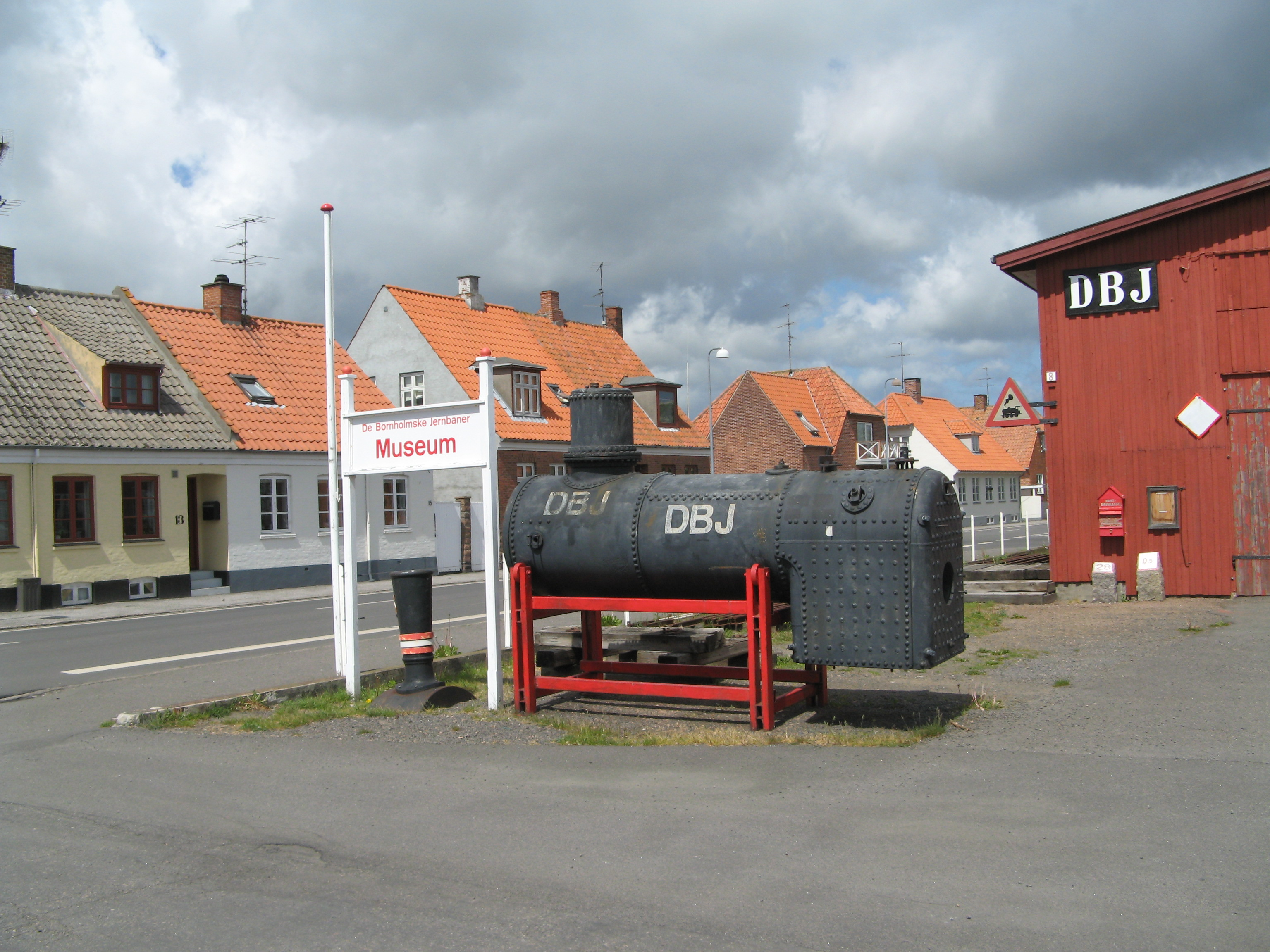
Nexø Eisenbahn-Museum
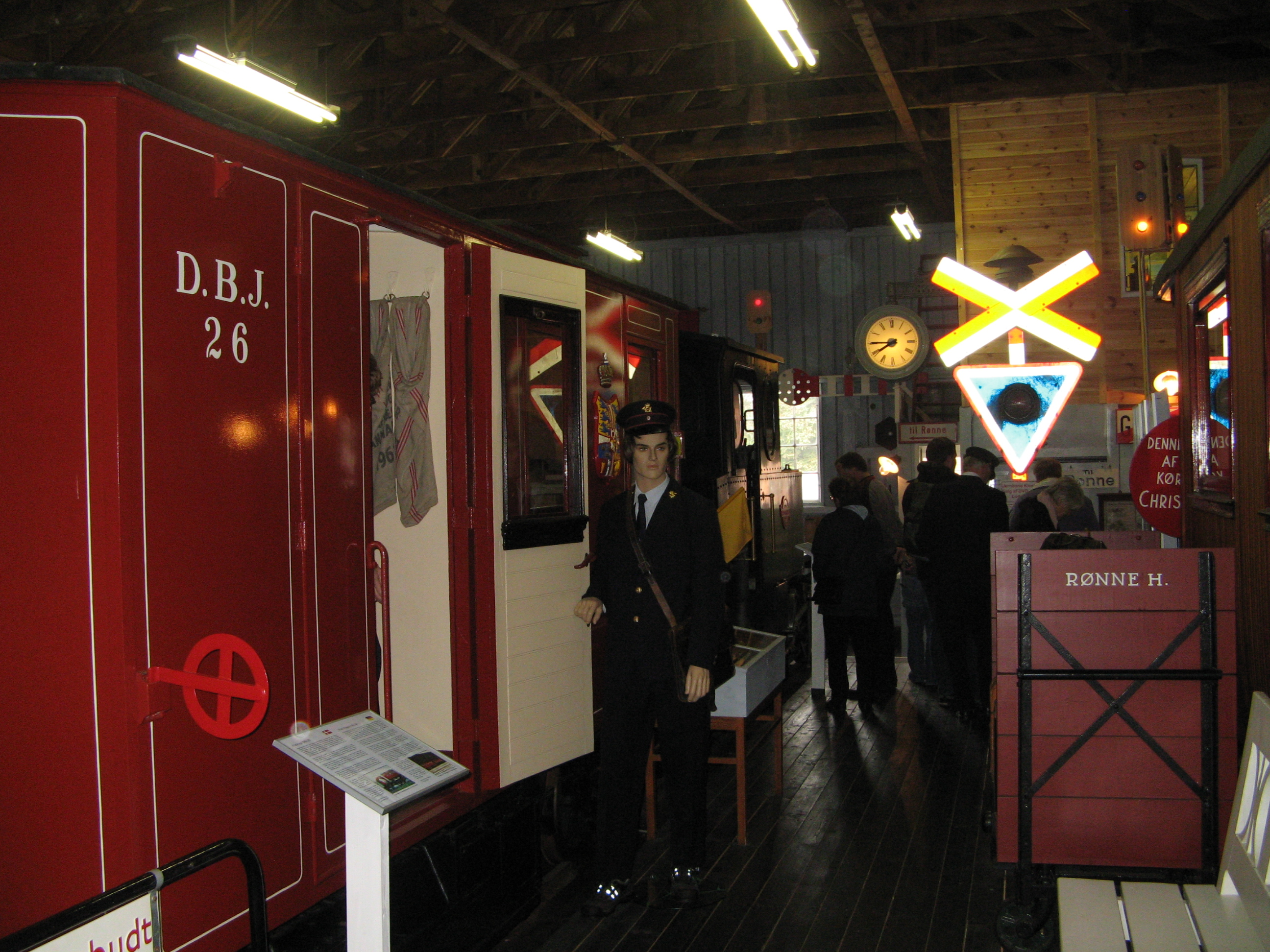
Nexø Eisenbahn-Museum